# Tsubaki Ike
Tsubaki Ike (von japanisch 椿池 ‚Kamelien-See‘) ist ein kleiner, aus zwei miteinander verbundenen Becken bestehender See an der Prinz-Harald-Küste des ostantarktischen Königin-Maud-Lands. Er liegt am nordöstlichen Rand der Halbinsel Skarvsnes am Ostufer der Lützow-Holm-Bucht.
Japanische Wissenschaftler benannten ihn 2012.